# بيكو بوليفار
بيكو سيمون بلوار هو أعلى جبل في فنزويلا، في 4978 متر (16332 قدم). تقع في ولاية ميريدا، قمته مغطاة بشكل دائم مع الثلوج مع ثلاثة أنهار جليدية صغيرة. ولا يمكن الوصول إليها إلّا عن طريق المشي. التلفريك ميريدا، وهي أعلى تلفريك في العالم، يصل فقط إلى بيكو اسبيخو ومن هناك فمن الممكن أن يصعد الشخص مشياً إلى بيكو بوليفار . تسمى الذروة تيمناً ببطل الاستقلال الفنزويلي سيمون بوليفار.
يقع بيكو بوليفار على جبل يسمى سابقا لاكولمنا، بجوار قمة ليون (4743 م) وتورو (4695 م). تم اقتراح الاسم الجديد عن طريق توليو فيبريس كورديرو في عام 1925. تم تغيير اسم القمة رسميا في 30 ديسمبر 1934.